# Sason (Türkei)
Sason (armenisch Սասուն Sassun, kurdisch Qabilcewz) ist eine Kreisstadt und ein Landkreis in der Türkei. Beide gehören zur Provinz Batman und liegen in Südostanatolien. Die Stadt liegt am Fuß des Berges Helkıs. Sie beherbergt etwa 41 % der Bevölkerung des Landkreises.
Der Landkreis liegt im  Taurusgebirge. Wichtige Berge sind der Malato Tepesi (2973 m) und der Bulak Dağı. Der Sason-Bach mündet in den Batman, einen Nebenfluss des Tigris. Der Landkreis Sason ist der nördlichste der Provinz Batman und grenzt an die Provinzen Diyarbakır, Bitlis und Muş. Neben der Kreisstadt (Merkez) existiert noch eine weitere Stadt (Yücebağ, 2623 Einwohner) sowie 54 Dörfer, von denen das bevölkerungsreichste (Dereköy) aber nur 620 Einwohner zählt. Durchschnittlich bewohnen 287 Menschen jedes Dorf. Der städtische Bevölkerungsanteil liegt bei 49,6 Prozent.
Bis zum Völkermord an den Armeniern Anfang des 20. Jahrhunderts bestanden in den Tälern des Gebietes von Sason außer kurdischen Dörfern zahlreiche armenische Gemeinden. Heute leben hier größtenteils Araber, Kurden und Zazas. Das Nationalepos Armeniens, „David von Sasun“, handelt in der Region.

## Geschichte
Der Legende nach gab Sanasar, der Sohn des assyrischen Königs, dem Ort den Namen, der auf Armenisch im Jahre 390 Sanasunk’ und 680 Sasunk’ hieß.

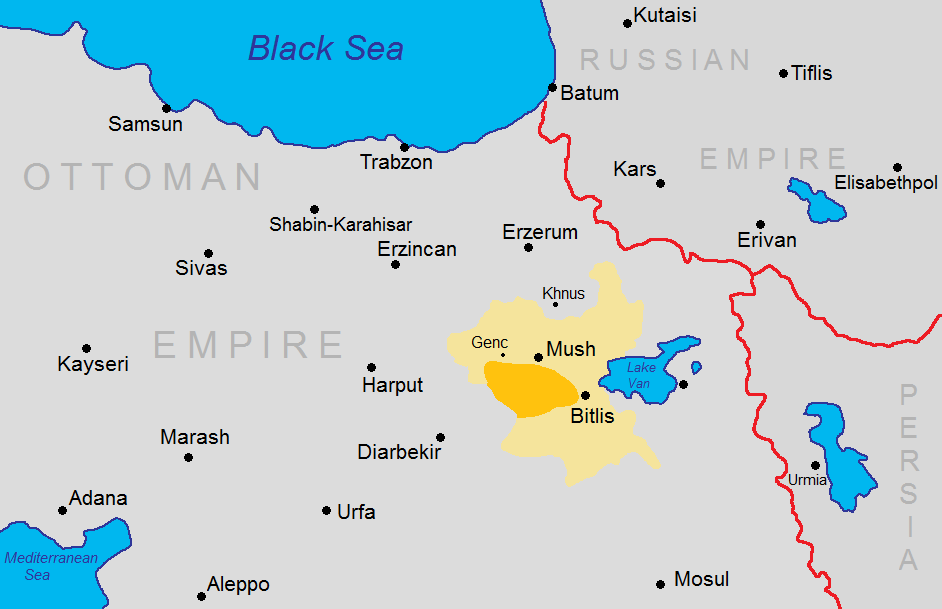
Die Region Sason (orange) und das Vilâyet Bitlis (gelb)

Nach der Schlacht von Manzikert im 11. Jahrhundert scheint sich der örtliche byzantinische Befehlshaber, T'ornik, Sohn des Muschegh, Schwiegersohn von Magister Gregorius Arsakides Pahlavouni, zum unabhängigen Herrscher aufgeworfen zu haben. Nach einem bei Bèken gefundenen Siegel legte er sich die Titel Anthypatos und Strategos von Sassun zu. Er widersetzte sich dem Versuch von Philaretos Brachamios, eine geeinte Front gegen die Seldschuken aufzubauen und sammelte ein Heer gegen ihn. Er versuchte, mit dem Emir Amr Bakr' eine Allianz abzuschließen, wurde jedoch von Soldaten des Emirs von Maiyafariquin getötet.
Sason war bis 1880 Teil des Sandschaks Siirt im Vilâyet Diyarbakır und wurde 1892 Teil des Vilâyets Bitlis. in den Jahren 1894 und 1904 kam es hier zu armenischen Aufständen, denen bei der Niederschlagung durch Kurden und Türken mehrere tausend Armenier und über zwanzig Dörfer zum Opfer fielen.
1925 wurde das Dorf Kabilcevz/Kabilcoz (kurdisch Qabilcewz) Hauptstadt des Landkreises.
Bis 1927 war Sason Teil der Provinz Muş und bis 1993 Teil von Siirt. Mit der Gründung der Provinz Batman wurde es 1990 an Batman angegliedert. Laut Stadtsiegel wurde Sason 1945 in den Rang einer Belediye (Gemeinde) erhoben.